# Língua konda-dora
Konda-Dora é uma língua Dravidiana falada nos estados indianos de Andhra Pradesh e Orissa por cerca de 28 mil pessoas. Os “Konda-Dora” são uma tribo classificada e se distribui na área da Agência dos Distritos de Visakhapatnam, Vizianagaram, Srikakulam e Godavari leste. Há também “Kondas” Kubi que ficam em Orissa e em Koraput, Assam.

## Língua
A língua Konda-Dora, também chamada de Kubi é muito relacionada com as línguas Kubi e Khonda e tomou muito vocabulário do Oriá e Telugu. Muitos dos Konda-Dora falam somente o Telugu ou junto com sua própria língua.

## Falantes
Conforme o Censo de 1981, a população total era de 41.374 pessoas,. Eles se chamam a si próprios de s Pandava Doras ou Pandava Rajas. Eles acreditam ser que são descendentes dos Pandavas citados no Mahabharata. Konda etimologicamente significa Colinas e Dora significa comandante, chefe. Assim Konda-Dora significa “chefe-das-colinas”.
Uma tribo registrada entre os Konda-Dora é a dos ‘Porja’. Muitos dos Porja étnicos adotaram o Telugu como primeira língua. Eles se estabeleceram como dois grupos: os Pedda Kondalu e os Chinna Kondalu. Os Pedda Kondalu mantém muitos aspectos de sua cultural mais tradicional, porém, os Chinna Kondalu foram muito influenciados pelos Telugu.
35 a 45% dos Konda-Dora são alfabetizados na sua língua (como 2º idioma) em Vizianagaram, emSrikakulam e em E. Godavari districts; São 29% alfabetizados entre os Kubi de Orissa.(2006), alguns usam a lingua Adivasi Oriá (ori).

## Dialetos
A lingua Konda-Dora tem dialetos como os da própria Konda-Dora (Konda) e os do Kubi, sendo todos mutuamente inteligíveis. Em léxicos os dialetos do Konda-Dora e do Kubi são 83% inteligíveis. E em 28% com o Telugu.

## Escrita
O índice de alfabetização entre os Konda não é muito alto. Eles escrevem em Telugu, porém, uma escrita própria para a língua foi desenvolvida pela Professora S. Prasanna Sree da Andhra University, Visakhapatnam, Andhra Pradesh, India. Prasanna Sree desenvolveu escritas com base em escritas indus já existentes para certos sons comuns a outras línguas locais, porém com diferentes conjuntos de caracteres para cada uma das línguas relacionadas, tais como Bagatha, Gadaba, Porja, Kolam, Jatapu, Koya, Kupia.
- São 13 sons vogais com símbolos para vogais que, conforme a simbologia, podem ser isoladas (no início da sílaba) ou conjuntas: a aa e ee u uu ae aaae i o oo ou aum auh
- e 21 sons consoantes que podem ser curtos ou longos (símbolos diferenciados): ka gha gna cha já ta da tha dha na pa bha ma ya ra la va as ha

## Nota
1. ↑   Dr Prasanna Sree